# Aldabrabrilvogel
De aldabrabrilvogel (Zosterops aldabrensis) is een zangvogel uit de familie Zosteropidae (brilvogels). De vogel werd in 1894 door Robert Ridgway als aparte soort geldig beschreven, maar daarna vooral opgevat als een ondersoort van de  madagaskarbrilvogel (Z. maderaspatanus). Op grond van in 2014 gepubliceerd onderzoek kan de vogel weer als aparte soort worden beschouwd. Het is een endemische vogelsoort op het eiland Aldabra.

## Verspreiding en leefgebied
De soort komt alleen op Aldabra (zuidwestelijke Seychellen).

## Status
De aldabrabrilvogel komt niet als aparte soort voor op de lijst van het IUCN, maar is daar een ondersoort van de madagaskarbrilvogel (Zosterops maderaspatanus).